# Piedigriggio
Piedigriggio est une commune française située dans la circonscription départementale de la Haute-Corse et le territoire de la collectivité de Corse. Elle appartient à l'ancienne piève de Giovellina.

## Géographie

### Situation
Piedigriggio est une petite commune de la Giovellina (ancienne piève de Giovellina), microrégion entre Balagne et Cortenais, un des bassins versants du Golo composé des quatre communes de Piedigriggio, Prato-di-Giovellina, Popolasca et Castiglione. Elle se situe à l'ouest, en limite du parc naturel régional de Corse.

### Géologie et relief
Piedigriggio se situe dans le sillon dépressionnaire central de l'île, que les géologues définissent en « un sillon étroit au relief adouci dont les sommets les plus élevés ne dépassent pas les 700 m d'altitude, constitué pour l'essentiel de terrains sédimentaires secondaires et tertiaires. Cette dépression coupe l'île du nord-ouest au sud-est, depuis l'Ostriconi jusqu'à Solenzara », séparant la « Corse cristalline » de la « Corse schisteuse ».
Son territoire qui représente grosso modo le vallon du ruisseau de Fiuminale, s'étend depuis le nord-ouest, des crêtes de l'Aiola (654 m au plus haut) qui la séparent de Moltifao (Moltifau), jusqu'au Golo. Il se compose :
- côté oriental, d'une partie plaine avec des terrains plats autrefois cultivés le long du fleuve, et au-dessus de petites collines couvertes d'un maquis bas ;
- côté occidental, d'une zone collinaire boisée, comportant la Punta a l'Ascone (770 m), le culmen communal situé à l'ouest du village, et éloigné de l'Aiola d'environ 860 m, distance orthodromique.

L'environnement de Piedigriggio est remarquable avec la présence voisine des Aiguilles de Popolasca.

### Hydrographie
Le fleuve Golo est le principal cours d'eau. Il longe la commune du sud au nord, sur près de 1,2 km, depuis le point de confluence avec le ruisseau de Canavaghiola, jusqu'à un point situé un peu au nord du lieu-dit Stretta a la Tinella. Cette section du Golo délimite Piedigriggio avec, du nord au sud, les communes de Morosaglia, Gavignano et Saliceto.
Durant sa traversée, le Golo est alimenté :
- au lieu-dit Taverna, par le ruisseau de Fiuminale[2], long de 3,8 km son principal affluent sur la commune. Le Fiuminale prend sa source sur la commune, à 660 m au sud-est de la punta a l'Ascone 770 m ;
- au sud par le ruisseau de Canavaghiola (ou ruisseau du Padule ou ruisseau du Mulinu en aval)[3] dont la partie aval marque les limites de la commune avec celles de Prato-di-Giovellina. Long de 9 km, il concerne les trois communes de Popolasca, Piedigriggio et Prato-di-Giovellina.

### Climat et végétation
Le climat est celui de la « cuvette de Ponte Leccia », une zone de l'île très chaude en été et des plus froides en hiver, où la végétation montre bien la rudesse du temps. Il est moins humide que le versant oriental de la chaîne du San Petrone qui lui fait face. La couverture forestière est homogène sur les hauteurs de cette zone, le peuplement forestier étant composé essentiellement de chênes verts.
Le tapis végétal se présente ainsi :
- côté oriental, se trouvent des terrains plats le long du fleuve, avec des plantations de vigne au sud, surmontés de petites collines couvertes d'un maquis bas de cistes ;
- côté occidental, la zone collinaire est plus élevée, couverte d'une importante chênaie verte, avec des arbres de petites tailles sous lesquels se retrouve les espèces composant le maquis méditerranéen : arbousiers, bruyères, lentisques pistachiers, etc.

### Voies de communication et transports

#### Accès routiers
L'accès au village se fait depuis la RN 193 en prenant la D 18 soit à partir du lieu-dit Taverna (rouler alors sur 2,5 km puis emprunter la D 418 sur 930 m pour gagner la petite place du village), soit à partir de Ponte Castirla (distance à parcourir 17 km). La route D 418 s'y termine en cul-de-sac.
Une autre possibilité est offerte depuis l'agglomération de Francardo toujours sur la RN 193 avec la D 118 par un itinéraire beaucoup plus long mais faisant passer alors par les villages remarquables de Prato-di-Giovellina et Popolasca.

#### Transports
La commune est traversée par la ligne des Chemins de fer de Corse sans qu'il y ait d'arrêt. La gare la plus proche est la Gare de Ponte-Leccia.
Le village de Piedigriggio est distant par route, de 52 km du port de commerce de Bastia et de 37 km de l'aéroport de Bastia Poretta, qui sont les plus proches.

## Urbanisme

### Typologie
Piedigriggio est une commune rurale, car elle fait partie des communes peu ou très peu denses, au sens de la grille communale de densité de l'Insee,,,.
Par ailleurs la commune fait partie de l'aire d'attraction de Corte, dont elle est une commune de la couronne. Cette aire, qui regroupe 34 communes, est catégorisée dans les aires de moins de 50 000 habitants,.

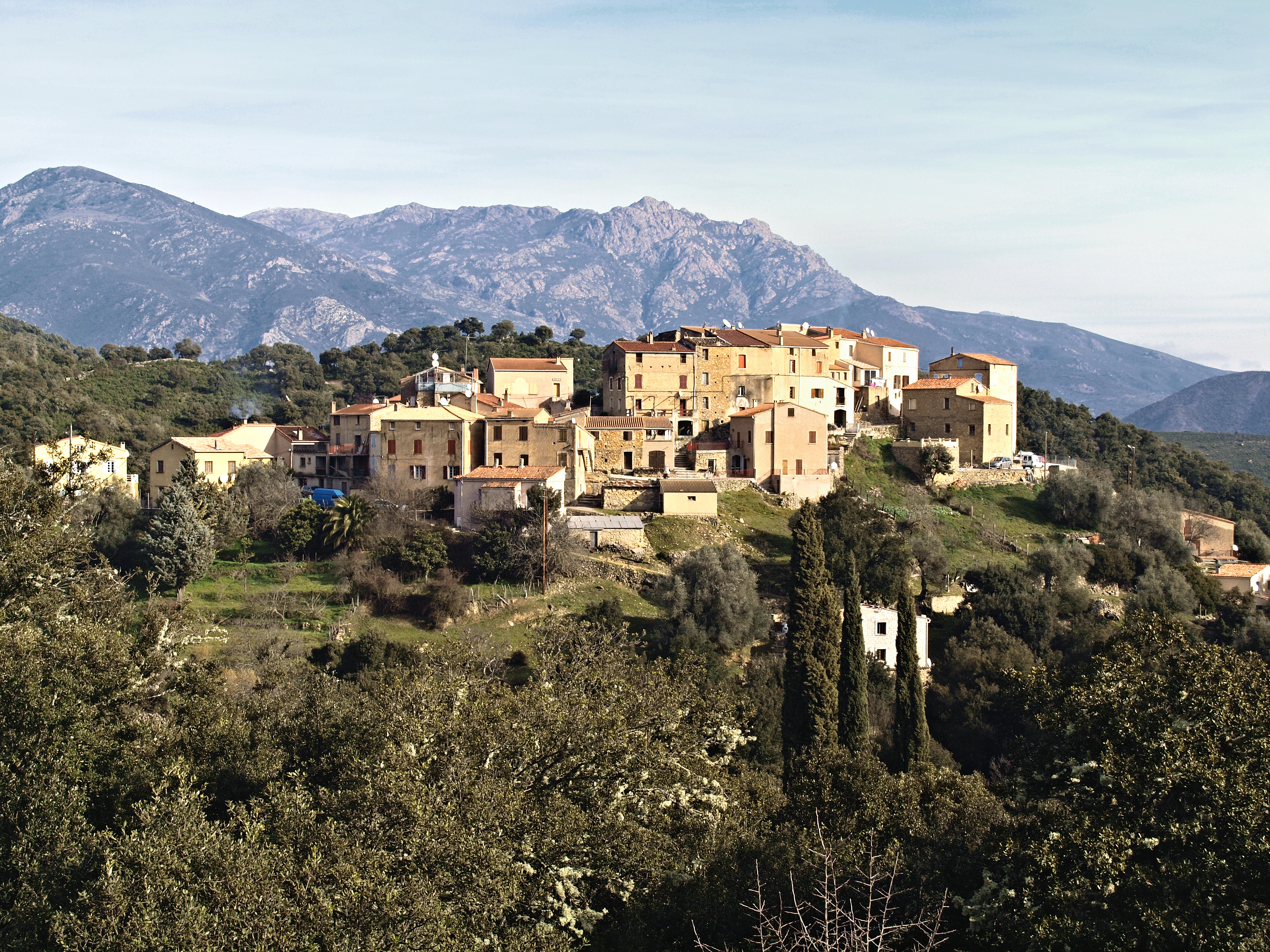
Le village.

La population se répartit entre le village de Piedigriggio et ses hameaux de Taverna à 3,4 km plus bas, et de Grisgione, tous deux en bordure de la RN 193.
Au village, le bâti ancien prédomine. Il se présente au bout de la route D418, avec de vieilles maisons groupées autour d'une toute petite place du village avec une fontaine en pierre. Si beaucoup d'entre elles sont en grande partie restaurées, quelques maisons anciennes en pierre subsistent, certaines à l'état d'abandon. L'église San Michele se trouve isolée à l'entrée du village.
De nouvelles constructions éparses ont récemment vu le jour à l'entrée du village et le long de la RN 193.

### Occupation des sols
L'occupation des sols de la commune, telle qu'elle ressort de la base de données européenne d’occupation biophysique des sols Corine Land Cover (CLC), est marquée par l'importance des forêts et milieux semi-naturels (91 % en 2018), une proportion identique à celle de 1990 (90,8 %). La répartition détaillée en 2018 est la suivante : 
milieux à végétation arbustive et/ou herbacée (74,1 %), forêts (16,9 %), zones agricoles hétérogènes (5,8 %), cultures permanentes (3,2 %). L'évolution de l’occupation des sols de la commune et de ses infrastructures peut être observée sur les différentes représentations cartographiques du territoire : la carte de Cassini (XVIIIe siècle), la carte d'état-major (1820-1866) et les cartes ou photos aériennes de l'IGN pour la période actuelle (1950 à aujourd'hui).

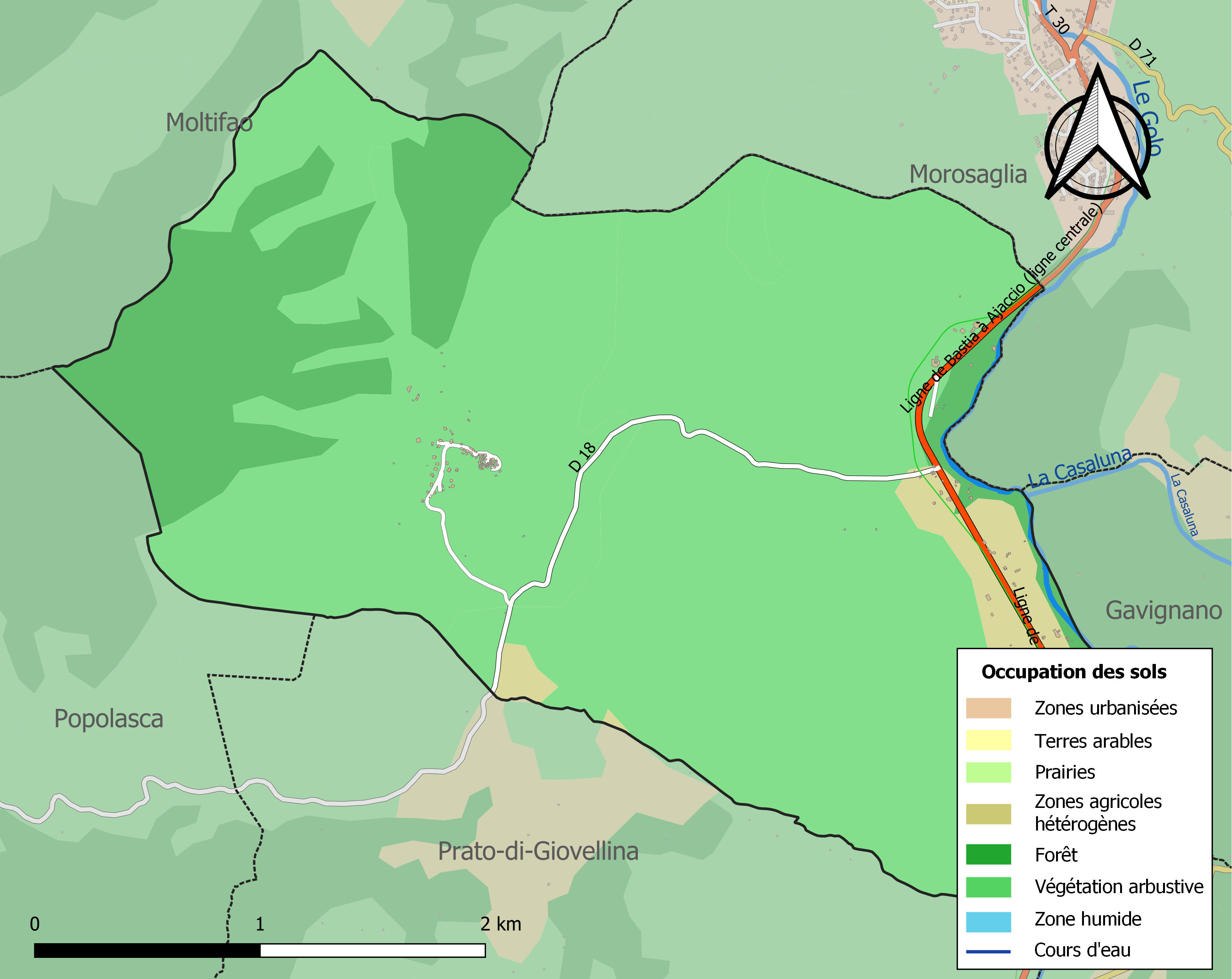
Carte des infrastructures et de l'occupation des sols de la commune en 2018 (CLC).

## Toponymie
Le nom corse de la commune est Pedigrisgiu /peðiˈriʒu/. Ses habitants sont les Pedigrisgiacci.

## Histoire

### Moyen Âge
« Ugo donna toute la Balagne à Pino, fils de ce Guido Savello, qui avait passé avec lui en Corse et avait péri pendant la guerre ; les descendants de Pino furent appelés Pinaschi. Il donna ensuite à Amondo Nasica, Avoglino  avec tout le bassin du Golo ; c'est cet Amondo qui a donné son nom aux Amondaschi. ».
Ious les pays situés sur les deux rives du Golo obéissaient aux Amondaschi. Mais Amondino étant venu à mourir, cette famille devint la proie de la discorde. les populations soumises aux Amondaschi commencèrent à se révolter. La Giovellina leur appartiendra jusqu'à la fin de leur domination, lorsqu'ils seront dépouillés par Giudice seigneur de la Corse.

## Politique et administration

### Liste des maires
| Période                                  | Période  | Identité                    | Étiquette | Qualité         |
| ---------------------------------------- | -------- | --------------------------- | --------- | --------------- |
| vers 1897                                | ?        | Pierre-Paul Costa           |           |                 |
| mars 2008                                | En cours | Nicolette Albertini-Colonna | MoDem-DVG | Cadre supérieur |
| Les données manquantes sont à compléter. |          |                             |           |                 |

## Population et société

### Démographie
L'évolution du nombre d'habitants est connue à travers les recensements de la population effectués dans la commune depuis 1800. Pour les communes de moins de 10 000 habitants, une enquête de recensement portant sur toute la population est réalisée tous les cinq ans, les populations de référence des années intermédiaires étant quant à elles estimées par interpolation ou extrapolation. Pour la commune, le premier recensement exhaustif entrant dans le cadre du nouveau dispositif a été réalisé en 2007.

En 2022, la commune comptait 153 habitants, en évolution de +7,75 % par rapport à 2016 (Haute-Corse : +5,15 %, France hors Mayotte : +2,11 %).
| 1800 | 1806 | 1821 | 1831 | 1836 | 1841 | 1846 | 1851 | 1856 |
| ---- | ---- | ---- | ---- | ---- | ---- | ---- | ---- | ---- |
| 164  | 162  | 159  | 147  | 146  | 150  | 172  | 189  | 190  |

| 1861 | 1866 | 1872 | 1876 | 1881 | 1886 | 1891 | 1896 | 1901 |
| ---- | ---- | ---- | ---- | ---- | ---- | ---- | ---- | ---- |
| 171  | 167  | 158  | 160  | 189  | 238  | 306  | 249  | 190  |

| 1906 | 1911 | 1921 | 1926 | 1931 | 1936 | 1946 | 1954 | 1962 |
| ---- | ---- | ---- | ---- | ---- | ---- | ---- | ---- | ---- |
| 208  | 221  | 253  | 255  | 168  | 141  | 162  | 145  | 127  |

| 1968 | 1975 | 1982 | 1990 | 1999 | 2006 | 2007 | 2012 | 2017 |
| ---- | ---- | ---- | ---- | ---- | ---- | ---- | ---- | ---- |
| 108  | 102  | 119  | 99   | 124  | 135  | 137  | 145  | 138  |

| 2022 | - | - | - | - | - | - | - | - |
| ---- | - | - | - | - | - | - | - | - |
| 153  | - | - | - | - | - | - | - | - |

### Cultes

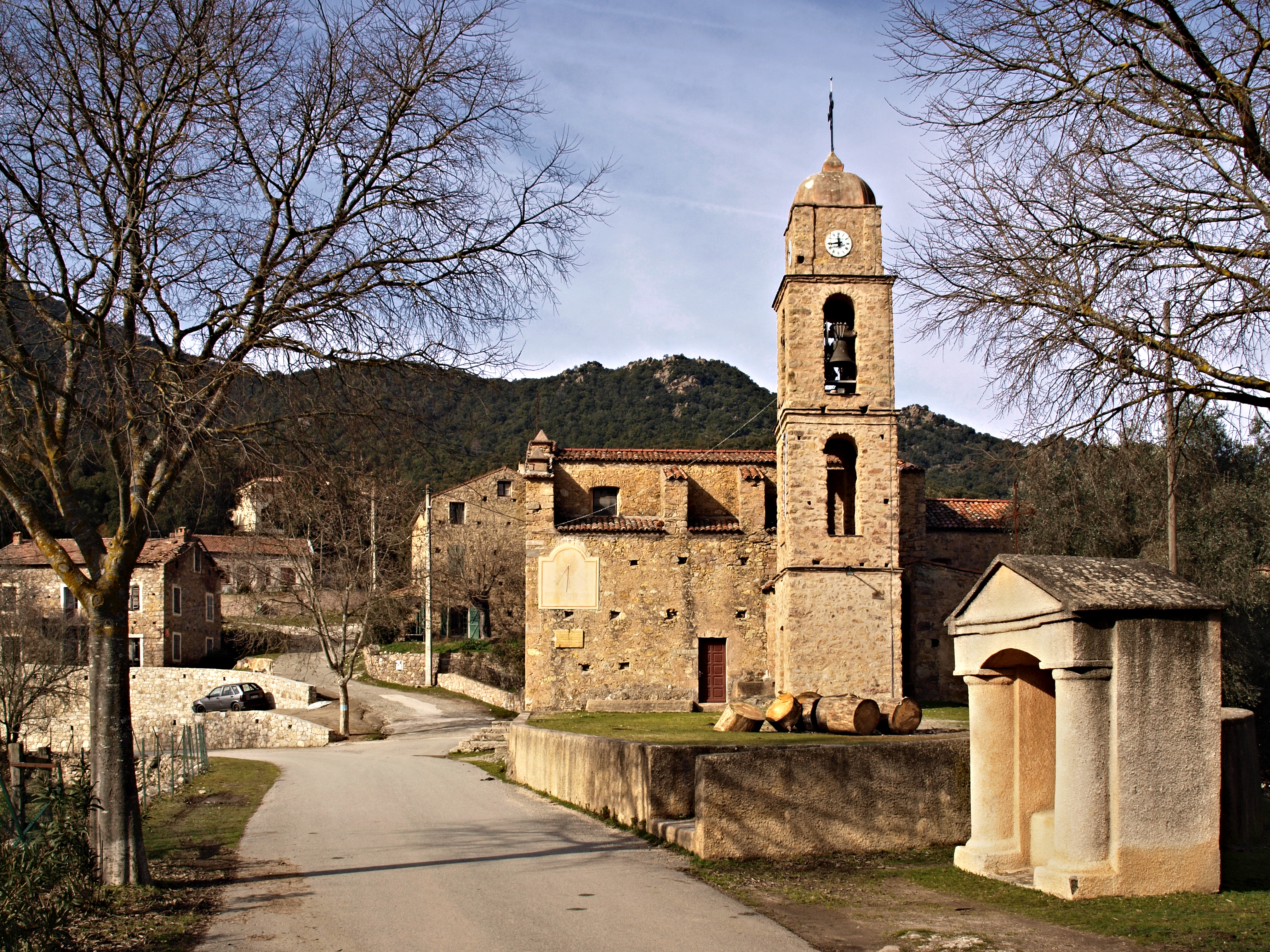
L'église Saint-Michel.

Le seul lieu de culte, consacré au catholicisme, est l'église paroissiale San Michele, qui relève du diocèse d'Ajaccio.

### Manifestations culturelles et festivités
- Saint Michel le saint patron de la commune est fêté le 29 septembre.
- Interculture : association récemment créée dont l'ambition est de participer au développement touristique du Centre Corse en organisant au moins une manifestation tous les deux mois.

## Économie
- Domaine de Griggione, camping de cinq hectares situé en bordure du Golo.

## Culture locale et patrimoine

### Lieux et monuments
- Le monument aux morts, voisin de l'église, récemment construit.

#### Église Saint-Michel

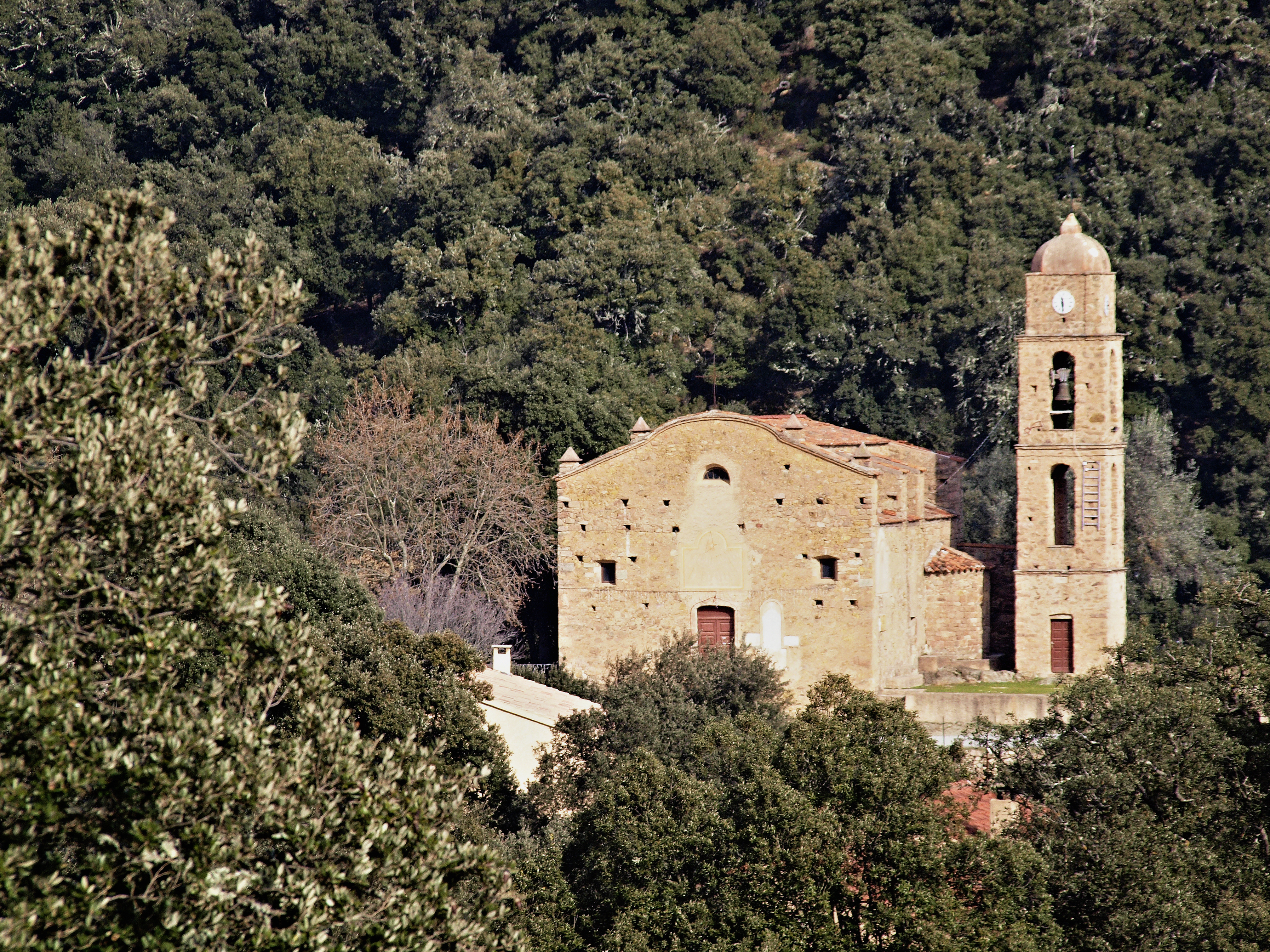
L'église Saint-Michel.

L'église paroissiale Saint-Michel de Piedigriggio, datée du XVIe siècle, fut maintes fois remaniée. Elle présente plusieurs particularités : la chapelle transversale n'est pas accolée à l'église et son clocher est séparé. On note la présence de deux cadrans solaires, de nombreux trous de boulins et de plusieurs plaques commémoratives des soldats morts durant les différentes guerres. Il se trouve aussi une plaque dédiée à la mémoire de Pasqual Guelfucci, curé du village, qui fut canonisé (1794 – 1868).

### Patrimoine naturel

#### ZNIEFF
Piedigriggio est concernée par une zone naturelle d'intérêt écologique, faunistique et floristique de 2e génération :
Grotte de Pietralbella, Tourbière Moltifao, Chênaie verte
La zone d'une superficie de 1 723 ha, concerne six communes. Elle comporte trois parties : 
- la chênaie verte de Piedigriggio qui s'étend sur un petit massif montagneux, à l'ouest de la dépression centrale, à la hauteur de Ponte Leccia. Elle abrite notamment un couple d'Autour des palombes ;
- la grotte de Pietralbella, découverte en 1932, est une cavité naturelle servant de gîte d'hibernation au Petit rhinolophe et au Rhinolophe euryale et de gîte de transit au Minioptère de Schreibers et au Murin de Capaccini. La rivière de la Tartagine toute proche représente un lieu de chasse pour 4 espèces de chiroptères : la Barbastelle, la Noctule de Leisler, le Murin à moustaches, et le Murin de Capaccini ;
- la tourbière de Moltifao se situe dans le sillon central séparant la Corse cristalline de la Corse alpine. Elle comprend une remarquable tourbière acide à sphaignes.

### Personnalités liées à la commune
- Pasquale Guelfucci, curé du village canonisé (1794 – 1868).